# Гвоздёв, Евгений Александрович
Евгений Александрович Гвоздёв (11 марта 1934, Пинск — 2 декабря 2008, Неаполитанский залив) — советский и российский мореплаватель, первый в истории одиночный кругосветный мореплаватель на самодельной яхте.

## Биография

### Рождение, ранние годы
Евгений Гвоздёв родился в г. Пинске в 1934 году. В 1937 году арестовали его отца, из сталинских лагерей тот не вернулся. Мать погибла во время фашистской бомбежки. Воспитывала будущего путешественника дальняя родственница.
Евгений Гвоздёв окончил мореходное училище в Астрахани и 35 лет плавал судовым механиком на крупных рыболовецких судах Каспия. С 1949 года Е. Гвоздёв жил в Махачкале (Дагестан).

### Становление как моряка и яхтсмена
В конце 1970-х годов он увлекся парусным спортом. За два года упорного труда к лету 1979 года Гвоздёв самостоятельно построил однокорпусную парусную яхту, переделанную из списанного «вельбота» (быстроходная шлюпка на 4-8 веслах).
С 13 сентября по 20 октября 1979 года впервые в истории Каспия механик теплохода Махачкалинского морского порта Евгений Гвоздёв в одиночку проделал путь Махачкала — Баутино — Шевченко — Красноводск — Баку на своей яхте. Яхта получила название «Гетан», состоящее из первых букв имен: Гвоздёв Евгений, супруга Татьяна, сын Александр, дочь Наталья.
После первого серьёзного плавания по Каспийскому морю в 1979 году Евгений Гвоздёв задумывает путешествие по зимнему Каспию, и в декабре 1982 года выходит в море на яхте «Гетан», пересекая Каспий по меридиану.
Работая механиком в махачкалинском порту, действительный член Географического общества СССР яхтсмен Евгений Гвоздёв пересек Каспий в одиночных и коллективных походах более 50 раз. На яхте «Гетан» он побывал во всех советских портах Каспийского моря, пройдя около четырёх тысяч миль.

### 1-е кругосветное плавание
7 июля 1992 года Евгений Александрович Гвоздёв на яхте «Лена» (класс «микро», длина всего 5,5 метров) из Махачкалы отправился в своё первое одиночное кругосветное плавание. 19 июля 1996 года путешествие было благополучно окончено. Этим Гвоздёв установил своеобразный мировой рекорд — первое и единственное в истории одиночных кругосветок плавание, совершённое на обычном прогулочном швертботе.
В настоящее время яхта «Лена» находится в собрании Музея морского флота в Москве.

### 2-е кругосветное плавание
Своё второе кругосветное плавание Евгений Гвоздёв начал 17 мая 1999 года из Махачкалы. На балконе своей квартиры выстроил из стекловолокна 3,7-метровую яхту «Саид», названную в честь Главы администрации г. Махачкалы Саида Амирова, финансировавшего это плавание.
Сфотографировал его и отправил в Канаду. Через некоторое время получаю письмо: «Дорогой, Евгений! У меня есть яхта, „Баккарди“. Новая — 7,5 метров длина, GPS, радиостанция, мотор» и т. п. 

7,5 метров — моя мечта! Две недели голова шла кругом! Но потом стали одолевать мысли: ну, хорошо, я соберу деньги, друзья помогут, прилечу в Канаду, стартую из Ванкувера под канадским флагом. И буду канадцем русского происхождения? Пришлось отказаться. Принцип должен быть таков: яхта должна быть спроектирована нашими мозгами, построена у нас, стартовать из нашего порта, под нашим флагом. И, желательно, чтобы и спонсоры были наши. И чтоб вернуться в наш порт.
По прибытии в Астраханский порт яхту «Саид» аккуратно поместили на грузовик и доставили в Новороссийск, откуда 2 июля того же года Е. Гвоздёв двинулся бороздить Мировой океан. С начала плавания путешественник пересёк Чёрное, Мраморное, Эгейское и Средиземное моря, останавливаясь в портах Стамбула, Афин и Калаверде (на острове Сардиния).
После Гибралтара начался путь через Атлантику. Гвоздёв успешно достиг Бразилии, последовательно швартуясь в портах Лас-Пальмас, Рио-де-Жанейро, Монтевидео, Буэнос-Айрес, Рио-Гальегос (южный порт Аргентины), наконец, прошел знаменитый своими злыми штормами Магелланов пролив.
После этого он обогнул Южную Америку и пересёк Тихий океан. Но прежде отважный капитан прошел вдоль побережья Чили на север, чтобы «прикрепиться» к западному тропическому течению. Старт в этом главном и наиболее длительном и опасном переходе Е. Гвоздёв взял в чилийском порту Арика. Двигаясь под парусами на запад, преодолев тысячи миль, он за четыре месяца дошел до Таити и Самоа. 29 июля 2002 года Гвоздёв достиг побережья североавстралийского города Дарвин (столица Северной Территории Австралии).
Следующий переход — через Индийский океан с посещением Кокосовых островов, Шри-Ланки, индийского порта Кочин и Джибути. Преодолев Баб-эль-Мандебский пролив, Красное море и Суэцкий канал, Евгений Гвоздёв вновь в Средиземном море, относящемся к бассейну Атлантического океана.
С большими сложностями как естественного (сильный встречный ветер), так и антропогенного характера (недоброжелательное отношение греческих пограничников, принявших Гвоздёва за турка из-за специфического названия яхты), он преодолел Эгейское море и достиг пролива Дарданеллы, соединяющего это море с Мраморным. Здесь-то и замкнулось его второе кольцо вокруг планеты. Это произошло 10 июля 2003 года. Примерно через неделю он пришвартовался в черноморском порту Сочи. А 9 августа 2003 года Евгения Александровича на его яхте «Саид» торжественно встречали в Махачкалинском порту.
После второй «кругосветки» Гвоздёва городской администрацией Махачкалы было принято решение о сооружении на приморском Родопском бульваре первого в России памятника в честь легендарной яхты и её капитана. В настоящее время яхта «Саид» находится в краеведческом музее (исторический парк) «Россия — моя история» Махачкалы. Ранее она находилась в музее махачкалинской школы-лицея № 39.

### 3-е кругосветное плавание
В третье кругосветное путешествие 74-летний Евгений Гвоздёв отправился из Новороссийска 19 сентября 2008 года на яхте специальной постройки «Getan II». Дата старта была выбрана не случайно: в сентябре 1979 года Евгений Александрович, тогда ещё начинающий молодой капитан, впервые вышел на самостоятельно построенной яхте «Гетан» в одиночное плавание по Каспию.
Длина новой яхты «Getan II» составляла 5,5 м, ширина — почти 2,5 м. И на этот раз он был оснащён намного лучше своих прежних походов.

### Обстоятельства смерти
В начале октября 2008 г. Евгений Александрович Гвоздёв сообщил, что благополучно пересек Чёрное море и достиг города Эрегли, Турция, что недалеко от пролива Босфор. 10 ноября Гвоздёв благополучно достиг Итальянского берега в районе мыса Спартивенто. 30 ноября Евгений Гвоздёв последний раз вышел на связь.
10 декабря 2008 года тело 75-летнего россиянина с глубокой раной на голове было обнаружено на пляже Кастельпорциано на юге Италии. В этом же районе, на пляже, носящем имя Америго Веспуччи, была найдена выброшенная на берег яхта «Getan II», на которой Гвоздёв отправился из Новороссийска в кругосветное плавание. На ней карабинеры нашли личные вещи, заметки о путешествиях и список имен, написанных по-русски.
По всей видимости, события развивались следующим образом: 29 ноября во время зимнего шторма в Средиземном море у берегов Неаполя 5-метровая яхта перевернулась и сломала мачту. После этого Гвоздёв восстановил мореходность яхты и продолжил путь. Сигнала SOS не подавал. Последний сеанс связи с путешественником состоялся 30 ноября, после этого Гвоздёв на связь больше не выходил.
По предварительной версии, Евгений Гвоздёв погиб 2 декабря во время сильного шторма под Неаполем.

## Достижения и оценки
Евгению Гвоздёву всегда везло. Он возвращался целым и невредимым, несмотря на приключения и далекие от идеала плавсредства.
Первое путешествие совершил на прогулочном швертботе, а затем обошел вокруг света на самодельной лодке. Во время одного из плаваний попал к сомалийским пиратам, стоял под дулами их автоматов и все-таки сумел уцелеть.
Для российских яхтсменов Гвоздёв — великий и ярчайший за последние 20 лет путешественник. Он является символом того, что простой небогатый человек, выйдя на пенсию, может осуществить мечту своей жизни — совершить кругосветку даже при минимуме денег и без большого яхтенного опыта, но при огромном желании. Гвоздёва можно назвать легендой российского парусного спорта. После выхода на пенсию он в одиночных и коллективных походах более пятидесяти раз пересёк Каспийское море.
В своё последнее путешествие он отправился из Новороссийска 19 сентября 2008 года на яхте класса Микро «Getan II». Море было его страстью, смыслом и образом жизни. Он мало думал об удобствах и радостях «сухопутного» существования. И, как отмечают его друзья, кажется, он как будто боялся уйти из жизни на берегу, а хотел покинуть эту землю как настоящий моряк.

## Память
- В сентябре 2016 г. имя Е. А. Гвоздёва было присвоено бывшей улице Железобетонная в микрорайоне УЗК г. Махачкала[21].
- В ноябре 2016 года в Музее истории города Махачкалы открылась выставка «Евгений Гвоздёв. Мореход Solo», посвященная 20-летию первого кругосветного плавания выдающегося мореплавателя[22].
- 2 декабря 2018 г. в 10 годовщину смерти Евгения Гвоздёва в Махачкале была проведена выставка памяти яхтсмена[23].
- С 6 по 10 марта 2019 года в рамках «Московского Боут Шоу» Музей морского флота провёл выставку, приуроченную к 85-летию со дня рождения Евгения Гвоздёва. На выставке был представлен парус и элементы рангоута яхты «Лена» из фондов Музея[5][24].
- В историческом парке «Россия — моя история» г. Махачкала Е. А. Гвоздёву посвящена экспозиция.